# Jakob (prénom)
Pour les articles homonymes, voir Jakob.
Jakob est un prénom masculin et pouvant désigner:

## Prénom

### A-B
- Jakob Ackeret (1898-1981), ingénieur aéronautique suisse
- Jakob Adlung (1699-1762), organiste et musicographe allemand
- Jakob Georg Agardh (1813-1901), botaniste suédois
- Jakob Ahlmann (né en 1991), joueur danois de football
- Jakob Alt (1789-1872), peintre et lithographe allemand
- Jakob Amman (c. 1644-c. 1730), chef religieux anabaptiste alsacien
- Jakob Anderegg (1829-1878), guide suisse de haute montagne
- Jakob Ankersen (né en 1990), joueur danois de football
- Jakob Arjouni (1964-2013), écrivain allemand de roman policiers
- Jakob Ayrer (1543-1605), auteur dramatique allemand
- Johann Jakob Bachofen (1815-1887), juriste et sociologue suisse
- Jakob Conrad Back (XVIIIe siècle), graveur au burin allemand
- Jakob Balde (1604-1668), jésuite et poète allemand
- Johann Jakob Balmer (1825-1898), physicien et mathématicien suisse
- Jakob Bamberger (1913-1989), boxeur et activiste rom
- Jakob Barth (1851-1914), enseignant allemande
- Jakob Ludwig Salomon Bartholdy (1779-1825), diplomate prussien
- Jakob Bartsch (1600-1633), mathématicien et astronome allemand
- Jakob Becker (1810-1872), peintre et graveur hessois
- Johann Jakob Bernhardi (1774-1850), botaniste prussien
- Johann Jakob Bethmann (1717-1792), armateur et négociant allemand
- Jakob Binck (c. 1494-1569), peintre et graveur allemand
- Johann Jakob Bodmer (1698-1783), critique et traducteur suisse
- Jakob Böhme (1575-1624), théosophe allemand
- Johann Jakob Breitinger (1701-1776), homme de lettres et philologue suisse
- Jakob Buchholtz (1696-1758), botaniste et minéralogiste slovaque
- Jakob Büchler (né en 1952), homme politique suisse
- Jakob Buchli (1876-1945), ingénieur et mécanicien suisse
- Jakob Burckhard (1681-1753), bibliothécaire du duc de Brunswick
- Jakob Burger (1896-1944), résistant allemand au nazisme

### C-D-E-F
- Rudolf Jakob Camerarius (1665-1721), botaniste et médecin allemand
- Jakob Carpov (1699-1768), philosophe allemand
- Jakob Cedergren (né en 1973), acteur danois
- Jakob Christmann (1554-1613), orientaliste et astronome allemand
- Jakob Chychrun (né en 1998), joueur canado-américain de hockey sur glace
- Franz Jakob Clemens (1815-1862), philosophe allemand
- Philipp Jakob Cretzschmar (1786-1845), médecin et zoologiste allemand
- Jakob Laurenz Custer (1755-1828), botaniste suisse
- Jakob Dautzenberg (1897-1979), homme politique et résistant allemand
- Jakob Davies (né en 2003), acteur canadien
- Jakob Dont (1815-1888), violoniste et compositeur autrichien
- Jakob Dubs (1822-1879), homme politique suisse
- Jakob Dylan (né en 1969), chanteur et parolier américain
- Jakob Egholm (né en 1998), coureur cycliste danois
- Jakob Engelin (XIVe siècle), médecin allemand
- Jakob Fabricius (1593-1654), théologien luthérien allemand
- Jakob Friedrich Ehrhart (1742-1795), botaniste et pharmacien allemand
- Jakob Ejersbo (1968-2008), écrivain danois
- Max Jakob Friedländer (1867-1958), historien de l'art allemand
- Johann Jakob Froberger (1616-1667), musicien et compositeur allemand
- Jakob Frohschammer (1821-1893), théologien et philosophe bavarois
- Jakob Fuglsang (né en 1985), coureur cycliste danois

### G-H
- Jakob Gapp (1897-1943), prête marianiste allemand
- Jakob Gartner (1861-1921), architecte autrichien
- Jakob Gauermann (1773-1843), peintre wurtembergeois
- Jakob Gautel (né en 1965), plasticien et dessinateur allemand
- Gerard Jakob de Geer (1858-1943), géologue suédois
- Jakob Gimpel (1906-1989), pianiste classique polonais
- Jakob Götzenberger (1802-1866), peintre badois
- Johann Jakob Griesbach (1745-1812), exégète biblique allemand
- Jakob Grimminger (1892-1969), militaire et SS allemand
- Jakob Gronovius (1645-1716), philologue et archéologue Hollandais
- Jakob Grünenwald (1821-1896), peintre wurtembergeois
- Jakob Emanuel Handmann (1718-1781), peintre suisse
- Jakob Haringer (1898-1948), écrivain allemand
- Jakob Wilhelm Hauer (1881-1962), indologue et spécialiste allemand des religions
- Jakob Hegner (1882-1962), traducteur et éditeur autrichien
- Jakob Hein (né en 1971), auteur et médecin allemand
- Jakob Heine (1800-1879), orthopédiste allemand
- Jakob Heller (c. 1460-1522), patricien et marchand allemand
- Ernst Jakob Henne (1904-2005), pilote de moto allemand
- Jakob Hermann (1678-1733), mathématicien suisse
- Jakob Hinrichs (né en 1977), illustrateur et auteur allemand
- Karl Jakob Hirsch (1892-1952), écrivain et peintre allemand
- Jakob Hlasek (né en 1964), joueur suisse de tennis
- Jakob Hochstetter (1812-1880), architecte et professeur badois
- Jakob Hofmann (1876-1955), sculpteur et dessinateur allemand
- Jakob Hübner (1761-1826), entomologiste bavarois

### I-J-K-L
- Jakob Ingebrigtsen (né en 2000), athlète norvégien en courses de demi-fond
- Jakob Jakobeus (1591-1645), poète hongrois
- Jakob Jakobsen (1864-1918), linguiste et philologue féroïen
- Jakob Jantscher (né en 1989), joueur autrichien de football
- Jakob Johansson (né en 1990), joueur suédois de football
- Jakob Jud (1882-1952), romaniste et linguiste suisse
- Jakob Kellenberger (né en 1944), diplomate suisse
- Jakob Kern (1897-1924), chanoine et bienheureux autrichien
- Jakob Klaesi (1883-1980), psychiatre suisse
- Jakob Kölliker (né en 1953), joueur et entraîneur suisse de hockey sur glace
- Jakob Koranyi (né en 1983), violoncelliste suédois
- Jakob Lange (né en 1995), coureur allemand de combiné nordique
- Jakob Laub (1884-1962), physicien austro-hongrois
- Jakob Lauper (1815-1891), explorateur et chercheur d'or suisse
- Jakob Michael Reinhold Lenz (1751-1792), dramaturge allemand
- Jakob Locher (1471-1528), dramaturge humaniste bavarois
- Jakob Lorber (1800-1864), théosophe autrichien

### M-N-O-P-R
- Jakob Mattner (né en 1946), peintre et sculpteur allemand
- Jakob Milovanovič (né en 1984), joueur slovène de hockey sur glace
- Jakob Missia (1838-1902), cardinal austro-hongrois
- Johan Jakob Nervander (1805-1848), physicien et poète finlandais
- Jakob Nerwinski (né en 1994), joueur américain de soccer
- Jakob Neubauer (1895-1945), rabbin allemand
- Jakob Nielsen (1890-1959), mathématicien danois
- Jakob Nielsen (né en 1957), ergonomiste informatique danois
- Jakob Oftebro (né en 1986), acteur norvégien
- Jakob Pelletier (né en 2001), joueur canadien de hockey sur glace
- Jakob Piil (né en 1973), coureur cycliste danois
- Jakob Pöltl (né en 1995), joueur autrichien de basket-ball
- Jakob Poulsen (né en 1983), joueur danois de football
- Jakob Prandtauer (1660-1726), architecte baroque autrichien
- Jakob Reumann (1853-1925), homme politique autrichien
- Jakob Reich (1886-1955), militant communiste germano-russe
- Jakob Rem (1546-1618), prêtre jésuite autrichien
- Johann Jakob Rieter (1762-1826), industriel et négociant suisse
- Philipp Jakob Riotte (1776-1856), compositeur prussien
- Jakob Roggeveen (1659-1729), explorateur néerlandais
- Johann Jakob Römer (1763-1819), naturaliste suisse
- Jakob Rosenfeld (1903-1952), médecin autrichien et ministre en Chine

### S-T-V-W-Y-Z
- Jakob Schäuffelen (né en 1967), réalisateur et scénariste allemand
- Jakob Schenk (1921-1951), coureur cycliste suisse
- Johann Jakob Scherer (1825-1878), homme politique suisse
- Emil Jakob Schindler (1842-1892), peintre paysagiste autrichien
- Matthias Jakob Schleiden (1804-1881), botaniste allemand
- Jakob Schmid
- Jakob Schubert (né en 1990), girmpeur autrichien
- Johann Jakob Schütz (1640-1690), juriste et poète allemand
- Johann Jakob Schweppe (1740-1821), horloger et orfèvre hessois
- Jakob Seisenegger (1505-1567), peintre autrichien
- Jakob Sigurðarson (né en 1982), joueur islandais de basket-ball
- Jakob Sildnik (1883-1973), photographe et réalisateur estonien
- Jakob Silfverberg (né en 1990), joueur suédois de hockey sur glace
- Jakob Sporrenberg (1902-1952), haut-responsable SS allemand
- Jakob Sprenger (1884-1945), homme politique nazi allemand
- Jakob Magnus Sprengtporten (1727-1786), homme politique et officier finlandais
- Jakob Stämpfli (1820-1879), homme politique suisse
- Jakob Stark (né en 1958), homme politique suisse
- Jakob Steigmiller (né en 1990), coureur cycliste allemand
- Jakob Steiner (1796-1863), mathématicien suisse
- Jakob Streitle (1916-1982), joueur et entraîneur allemand de football
- Carl Jakob Sundevall (1801-1875), zoologiste suédois
- Jakob Thomasius (1622-1684), philosophe et juriste allemand
- Jakob Tiedtke (1875-1960), acteur allemand
- Christoph Jakob Trew (1695-1769), médecin et botaniste allemand
- Jakob Tuggener (1904-1988), photographe et cinéaste suisse
- Jakob Vaage (1905-1994), historien norvégien
- Ludolf Jakob von Alvensleben (1899-1953), SS-Standartenfuhrer allemand
- Jakob von Danner (1865-1942), officier allemand
- Jakob von Hartmann (1795-1873), général d'infanterie bavarois
- Jakob von Uexküll (1864-1944), biologiste et philosophe allemand
- Jakob von Uexkull (né en 1944), homme politique allemand
- Johann Jakob Walther (1650-1717), violoniste et compositeur allemand
- Jakob Wassermann (1873-1934), écrivain allemand
- Johann Jakob Wecker (1528-c. 1585), médecin et philosophe suisse
- Jakob Samuel Weibel (1771-1846), peintre et graveur suisse
- Johann Jakob Weilenmann (1819-1896), alpiniste suisse
- Jakob Weiseborn (1892-1939), SS-Sturmbannführer allemand
- Johann Jakob Wick (1522-1588), ecclésiastique protestant zurichois
- Jakob Yngvason (né en 1945), physicien austro-islandais
- Johann Jakob Zeiller (1708-1783), peintre autrichien
- Jakob Zwinger (1569-1610), médecin et philologue suisse

### Personnage fictif
- Jakob Hyrnek, personnage de la Trilogie de Bartiméus de Jonathan Stroud

## Référence
1. 1 2  (fr) Jakob - lasignificationprenom.com